# Rangers pakistanais
Les rangers pakistanais (en ourdou : پاکستان رینجروں) sont des forces paramilitaires placées sous le contrôle direct du ministère de l'intérieur. Ils représentent une force de sécurité intérieure à la fois militaire et civile. Leur premier objectif est le contrôle de la frontière est du pays, face à l'Inde. Ils sont aussi secondairement chargés de maintenir la sécurité dans les zones de guerres ou de conflits en aidant l'armée pakistanaise ou d'assister la police dans les opérations spéciales.
Depuis 1995, les rangers sont constitués de deux forces provinciales : l'une au Pendjab et l'autre à Karachi dans le Sind. Les deux forces ont conservé des uniformes différents et des chaînes de commandement distinctes. Elles sont chacune dirigées par un général de l'armée.

## Histoire

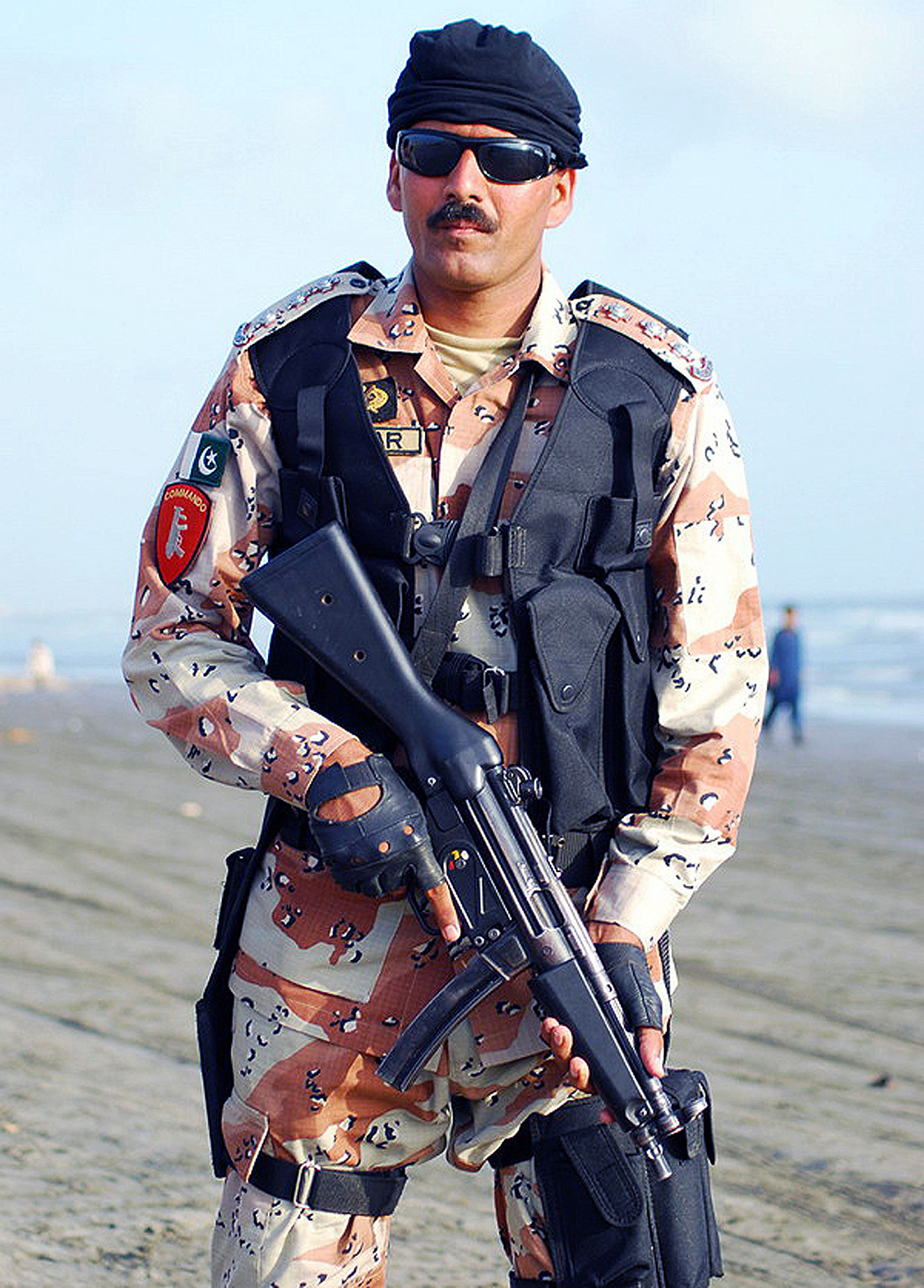
Ranger pakistanais armé d'un HK MP5.

Les actuels rangers pakistanais trouvent leur origine sous le Raj britannique. En 1942 et 1943, une unité spéciale de police locale appelée Sindh Police Rifle est fondée dans la province méridionale du Sind. Au moment de la création du Pakistan et de la partition des Indes en 1947, le nouveau pays fait face à d'importants troubles et le Sindh Police Rifle fait partie des quelques unités capables d'assurer la sécurité à la frontière Est. En 1948, le corps est renommé « Sindh Police Rangers » tandis qu'un corps équivalent dans la province du Pendjab est renommé « Punjab Border Police ». Chacun est principalement chargé d'assurer la sécurité face à l'Inde, sur la frontière est du pays qui est justement divisée entre les deux provinces du Sind et du Pendjab. 
Les rangers du Sind sont renommés en Indus Rangers en 1956, mais à peine deux ans plus tard, une importante réorganisation réunit les deux corps du Sind et du Pendjab en « rangers du Pakistan occidental » (West Pakistan Rangers). En 1971, après la sécession du Pakistan oriental qui devient le Bangladesh, ils deviennent simplement les « rangers pakistanais ». L'année suivante, ils passent sous le contrôle du gouvernement fédéral et du ministère de la défense, au détriment du pouvoir militaire. En 1974, les rangers basculent sous l'autorité de ministère de l'intérieur, les rapprochant encore plus du pouvoir civil. 
Au cours des années 1980, face à la détérioration sérieuse de la sécurité dans la province du Sind, les rangers sont fortement sollicités. Pour faire face à la situation, les Mehran Force sont créés en 1989 à Karachi et placés sous le contrôle des rangers. Dans les années 1990, la criminalité à Karachi prend un tournant inédit et pousse les autorités à s'appuyer sur les rangers et les développer toujours plus. En 1995, les rangers sont de nouveaux divisés en deux corps autonomes et distincts : les rangers du Pendjab basés à Lahore, et ceux du Sind basés à Karachi qui absorbent l'unité Mehran.

## Organisation et rôles
Les rangers pakistanais sont placés depuis 1974 sous l'autorité du ministère de l'intérieur mais divisés mais en deux branches provinciales depuis 1995. Les deux corps sont hiérarchiquement pleinement autonomes et chacun est dirigé par un Major-général deux étoiles de l'armée pakistanaise. En cas de guerre, ils sont directement sous le contrôle de l'armée. Les autorités provinciales sont également impliquées dans certaines opérations menées par les rangers. 
Le premier rôle des rangers est de servir de garde-frontière. Ils sont spécifiquement responsables de la frontière est du Pakistan, la plus sensible depuis la création du pays en 1947 car partagée avec l'Inde. Ils sont d'abord chargés de contrôler les personnes et les biens passant par la frontière, ce qui comprend la lutte contre la contrebande et le trafic de drogues. Ils font également du renseignement de routine au profit de l'armée pakistanaise en évaluant le risque de conflit avec les forces indiennes et les mouvements de troupes. 

## Théâtres d'opération

### Guerre

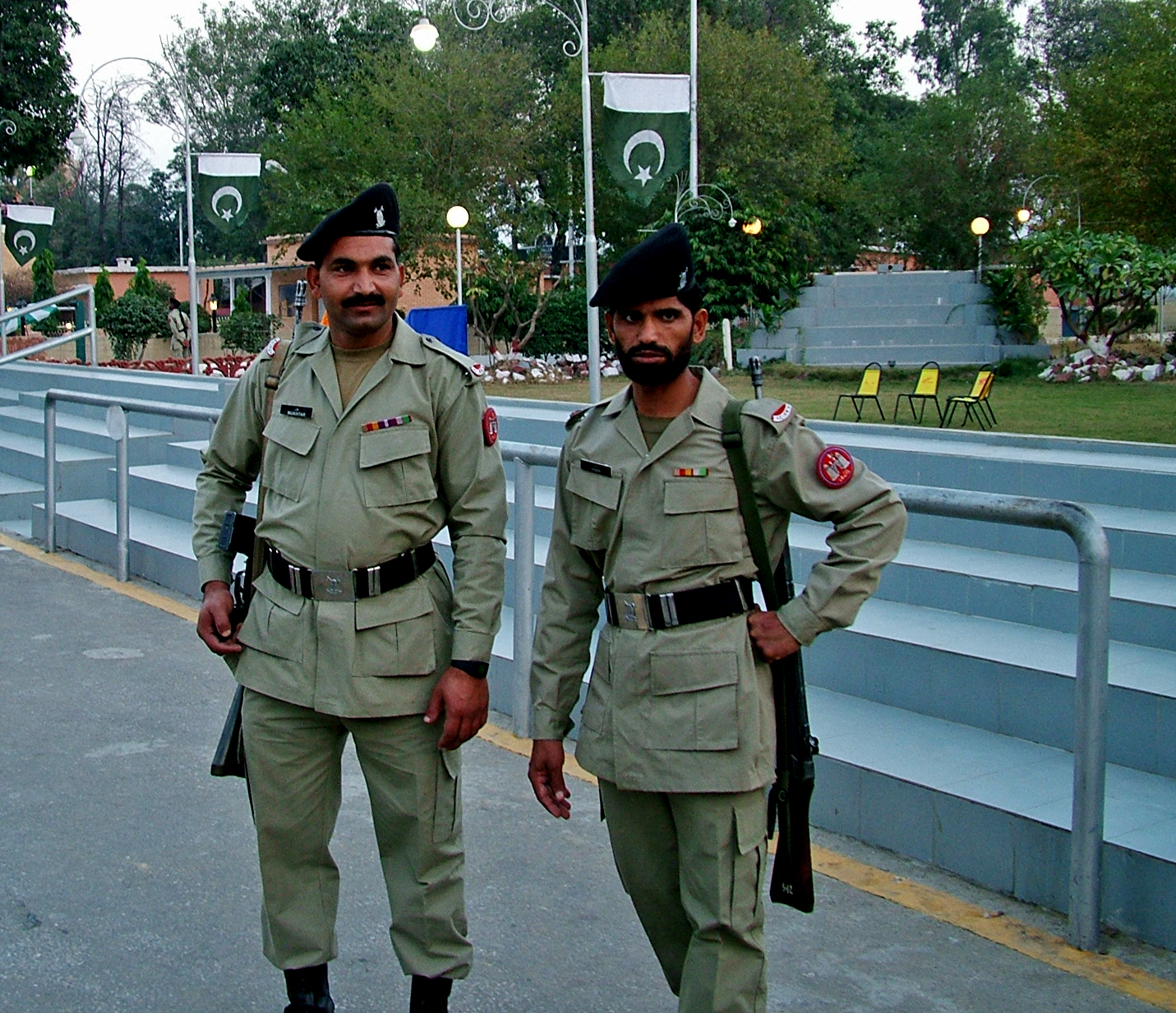
Des rangers du Pendjab au poste frontière de Wagah.

Chargés de contrôler la frontière avec l'Inde, les rangers pakistanais ont été naturellement sollicités lors des guerres entre les deux pays. Ils participent ainsi à la deuxième guerre indo-pakistanaise en 1965, puis à la troisième guerre indo-pakistanaise en 1971. De sources officielles, 168 auraient été tués et 66 blessés dans le premier de ces conflits, puis 65 tués et 10 blessés dans le second. Au cours de ces guerres, ils sont principalement chargés de tenir les lignes arrière de l'armée, de faire du renseignement aux frontières et de défendre les lignes de fronts les moins stratégiques. Leur rôle est surtout défensif mais ils peuvent aussi former des milices. 
Dans le cadre du conflit armé du Nord-Ouest du Pakistan, insurrection islamiste qui frappe le pays depuis 2004, les rangers ont été relativement peu sollicités. En effet, les combats se déroulant surtout au niveau de la frontière ouest, ce sont les Frontier Corps qui sont en première ligne. Cependant, les rangers ont été ponctuellement sollicités, comme lors de l'assaut de la Mosquée rouge de 2007 ou pour renforcer la sécurité de la capitale Islamabad en 2009 lors de la Seconde bataille de Swat. Depuis 2004, une unité spéciale des rangers est formée à la lutte antiterroriste par des forces du Special Service Group. 

### Karachi
Les rangers du Sind sont particulièrement sollicités depuis les années 1980 pour faire face à l'insécurité qui frappe la plus grande ville du pays, Karachi. La police locale est en effet souvent débordée et trop peu armée face au crime organisé. Les opérations spéciales des rangers dans la ville se font sous le contrôle du gouvernement fédéral et du gouvernement provincial du Sind, qui négocient des pouvoirs exorbitants à leur profit,. Ils sont cependant souvent accusés de débordements ou d'exécutions extra-judiciaires. L'un des cas les plus polémiques a eu lieu en 2011, quand une chaine de télévision locale filme un groupe de rangers tuant un jeune civil accusé de vol, alors que le suspect est désarmé et implore à genoux leur pitié. Alors que les rangers sont rapidement arrêtés et emprisonnés, l'évènement n'est que l'illustration de fait plus communs selon des militants des droits de l'Homme.

### Opérations extérieures
Bien qu'étant conçue comme une force intérieure, les rangers pakistanais sont sollicités à l'international au sein des forces de maintien de la paix des Nations unies depuis l'an 2000. Depuis cette date et jusqu'en 2009, ils étaient déployés au Kosovo. En 2016, ils sont toujours déployés sur quatre autres terrains : à Haïti depuis 2004, en Côte d'Ivoire ainsi qu'au Timor oriental depuis 2007 et enfin au Soudan depuis 2009. Un ou deux contingents d'une vingtaine d'hommes chacun sont généralement déployés sur chaque terrain.

### Unité similaire
- Citizen Armed Force Geographical Unit, Philippines
- Thahan Phran, Thaïlande